# Puerto Ayacucho
Puerto Ayacucho là thủ phủ là đồng thời cũng là thành phố lớn nhất của bang Amazonas thuộc Venezuela. Puerto Ayacucho nằm bên sông Orinoco, đối diện bên kia sông là làng Casuarito của Colombia.
Thành phố được thành lập để tạo điều kiện thuận lợi cho vận tải hàng hóa (chủ yếu là cao su) qua thác Atures trên sông Orinoco vào cuối thế kỷ 19. Ngày nay, nền kinh tế thành phố này dựa vào du lịch nội địa và quốc tế.

## Giao thông vận tải
Puerto Ayacucho có Sân bay Cacique Aramare, và có tuyến xe buýt nối San Fernando, El Burro, San Félix và Ciudad Bolívar.